# Cathayanthe
Cathayanthe é um género botânico monotípico pertencente à família Gesneriaceae. A sua única espécie é Cathayanthe biflora Chun, originária da China.
Trata-se de um género reconhecido pelo sistema de classificação filogenética Angiosperm Phylogeny Website.

## Descrição
É uma planta herbácea, perenifólia, rizomatosa , sem caule e com poucas folhas, que são basais e com o limbo sedoso ou pubescente e a base em forma de cunha. As inflorescências são laxas, axilares, con brácteas aparentemente ausentes. Cálice zigomorfo. Corola de cor púrpura, zigomorfa, pubescentes no interior piloso; tubular, ligeiramente convexa abaxialmente até às extremidades. O fruto é uma cápsula.

## Taxonomia
Cathayanthe biflora foi descrita por Woon Young Chun e publicada em Sunyatsenia 6(3–4): 283–285, pl. 47. 1946.